# Medazzaland
Medazzaland — восьмой студийный альбом британской нью-вейв группы Duran Duran. Релиз альбома состоялся 14 октября 1997 года в Северной Америке и Японии. В Европе и других частях мира пластинка никогда официально не выходила вплоть до июля 2008 года, когда альбом стал доступен через iTunes. Альбом занял 58-е место в американском чарте Billboard 200.

## Об альбоме
В поддержку Medazzaland, музыканты выпустили два сингла — атмосферную «Out of My Mind» и более танцевальную «Electric Barbarella», которые правда ненадолго задержались в чартах, заняв не самые лучшие места. Скудные продажи и позиции в чартах США, вынудили группу отложить дату выхода альбома. Учитывая ситуацию, компания EMI отказалась издавать диск в Европе, что повлекло за собой расторжение контракта с группой после почти двадцати лет совместного сотрудничества.
После ухода Duran Duran с EMI, группе были предоставлены все авторские права на их материал с возможностью издания Medazzaland и не вошедшего в альбом аудио и видеоматериала, записанного в период 1995—1997 годов, на другом лейбле. Бытовало мнение, что группа вскоре выпустит альбом в Великобритании, но год спустя, Duran Duran подписали договор с компанией Hollywood Records, после чего предприняли The Ultra Chrome, Latex and Steel Tour в поддержку нового лонг-плея, а затем приступили к работе над своим новым студийным альбомом — Pop Trash, увидевшим свет в начале 2000 года.

### Название и обложка альбома
По одной из версий, название альбома произошло от медицинского препарата — «мидазолам», который вокалист Саймон Ле Бон принял во время стоматологической операции, после чего он некоторое время пребывал под наркозом.
Обложка альбома Medazzaland (обратная сторона) представляет собой искаженную версию темы обложки второго студийного альбома Duran Duran — Rio (1982).

### Стиль
Стилистически, пластинка продолжает то звучание, что было начато на предыдущем альбоме — Thank You, но более с уклоном в электронную музыку, создавая синтез альтернативного рока и синти-попа. Среди самых ярких примеров можно выделить «Big Bang Generation», «Who Do You Think You Are?», «So Long Suicide» и «Ball and Chain».
На альбоме также присутствуют и экспериментальные композиции, среди которых инструментальная «Medazzaland» и «Elecric Barbarella» (??) с явным влиянием психоделической музыки, а также акустические «Michael You've Got а Lot to Answer For» и «Undergoing Treatment», причём первую, наряду с «Out of My Mind», можно  отнести к стилю этериал-вейв, с которым группа уже экспериментировала ранее.

### Написание и запись
Работа над пластинкой началась в 1995 году, после выхода альбома кавер-версий Thank You, получившего в основном негативные отзывы. Во время двухлетних звукозаписывающих сессий, в январе 1997 года, после почти двадцати лет проведенных в группе, её состав покинул бас-гитарист Джон Тейлор. Учитывая обстоятельства, оставшиеся три участника группы — Ле Бон, Роудс и Уоррен Куккурулло (бывший участник нью-вейв-группы Missing Persons), приняли решение перезаписать материал, над которым они работали вместе с Тейлором и дописать несколько новых песен для альбома. Позже, гитарист Уоррен Куккурулло рассказал, что большая часть дописанных композиций, является переработанным материалом его совместного с Роудсом проекта — TV Mania. При переработке материала, партию бас-гитары на всех песнях исполнил сам Уоррен Куккурулло.
Но несмотря на то, что к моменту выхода пластинки Джон Тейлор уже не являлся участником группы, его имя упоминается на альбоме, как соавтора четырёх композиций — «Medazzaland», «Big Bang Generation», «Midnight Sun» и «Ball and Chain». На время концертов в поддержку лонг-плея, в группу был приглашен бас-гитарист Уэс Вехмиллер, который работал с Duran Duran в качестве живого сессионного музыканта вплоть до 2001 года, когда группа объявила о своем воссоединении в классическом составе.
За время работы группы вместе с Джоном Тейлором, группой были написан и записан ряд композиций, среди которых были и те, что так и остались в виде демозаписей и нигде официально не издавались:
- «P.L.You»
- «Tabula Rasa»
- «Magic Pill»
- «Plastic Girl»

Композиция «P.L.You» исполнялась группой в рамках The Radio Festival-тура в поддержку альбома Thank You. Поначалу она, как и все песни демо-версии песен альбома существовала в виде инструментальной композиции, но к моменту выступления группы на канадском ТВ-шоу «Musique Plus», к ней уже был готов текст и Duran Duran впервые представили публике абсолютно новую и завершенную песню.
«Plastic Girl» была записана в начале 1995 года. Впервые её исполнили музыканты на шоу «MTV’s Most Wanted» 17 марта того-же года вместе с кавер-версией Дэвида Боуи — «Rebel, Rebel».
Также сохранились и те версии песен, которые были записаны в рамках тех-же звукозаписывающих сессий до ухода Джона Тейлора:
- «Trippy Time» (раннее демо «Sinner or Saint»)
- «Swimming with the Sharks» (раннее демо «Big Bang Generation»)
- «Midnight Sun»
- «Who Do You Think You Are?»
- «So Long Suicide»
- «Butt Naked» (раннее демо «Be My Icon» с основным вокалом Джона Тейлора)

«Sinner or Saint» позднее стала би-сайдом к первому синглу из альбома - «Out of My Mind» и саундтреком к фильму «Святой» (1997) с Вэлом Килмером в главной роли.

## Список композиций
1. «Medazzaland» (инструментальная композиция) — 3:53
2. «Big Bang Generation» — 4:44
3. «Electric Barbarella» — 5:19
4. «Out of My Mind» — 4:20
5. «Who Do You Think You Are?» — 3:27
6. «Silva Halo» — 2:28
7. «Be My Icon» — 5:15
8. «Buried in the Sand» — 4:19
9. «Michael You’ve Got a Lot to Answer For» — 4:09
10. «Midnight Sun» — 3:41
11. «So Long Suicide» — 4:39
12. «Undergoing Treatment» — 3:05

Бонус-треки (в японской версии альбома):
1. «Ball and Chain» — 3:58
2. «Undergoing Treatment» — 3:05

## Интересные факты
- Композиция «Out of My Mind» считается завершающей в трилогии, наряду с «Do You Believe in Shame» и «Ordinary World», посвященной скончавшемуся в 1987 году близкому другу Саймона Ле Бона — Дэвиду Майлзу.
- Песня «Michael You’ve Got a Lot to Answer For» была посвящена Майклу Хатченсу — вокалисту австралийской группы INXS и близком другу Саймона Ле Бона, который покончил с собой через месяц после выхода альбома Medazzaland.
- По словам музыкантов, композиция «So Long Suicide» посвящена теме самоубийства Курта Кобейна — вокалиста и гитариста группы Nirvana.

## Над альбомом работали

### Duran Duran
- Саймон Ле Бон — вокал, тексты
- Ник Роудс — клавишные, голос («Medazzaland»), электронный бас («Undergoing Treatment»)
- Уоррен Куккурулло — гитара, бас («Electric Barbarella», «Out of My Mind», «Who Do You Think You Are?», «Silva Halo», «Buried in the Sand», «Michael You’ve Got a Lot to Answer For», «Midnight Sun», «Ball and Chain» и «Undergoing Treatment»)

### Сессионные музыканты
- Джон Тейлор — бас-гитара («Medazzaland», «Big Bang Generation», «Be My Icon» и «Midnight Sun»)
- Стив Александер — ударные («Medazzaland», «Big Bang Generation», «Who Do You Think You Are?», «Be My Icon» и «Ball and Chain»)
- Энтони Джи Реста — ударные («Big Bang Generation», «Electric Barbarella», «Who Do You Think You Are?», «Be My Icon», «Michael You’ve Got a Lot to Answer For», «So Long Suicide» и «Undergoing Treatment»), продакшн, сведедение и программирование
- Дейв Диченсо — ударные («Out of My Mind»)
- Тим Гарлэнд — саксофон («Michael You’ve Got a Lot to Answer For»)
- Талви Сингх — перкуссия («Out of My Mind»)
- Джейк Шапиро — виолончель («So Long Suicide»)
- Салли Стэплтон — бэк-вокал («Big Bang Generation»)
- Мэделин Фарли — бэк-вокал («Silva Halo»)